# Hrdina Izraele
Hrdina Izraele (hebrejsky גיבור ישראל‎‎) bylo izraelské vojenské vyznamenání založené roku 1949 a udělené 12 vojákům za hrdinství během války o nezávislost. K jeho udělení došlo pouze jednou, a to 17. července 1949.

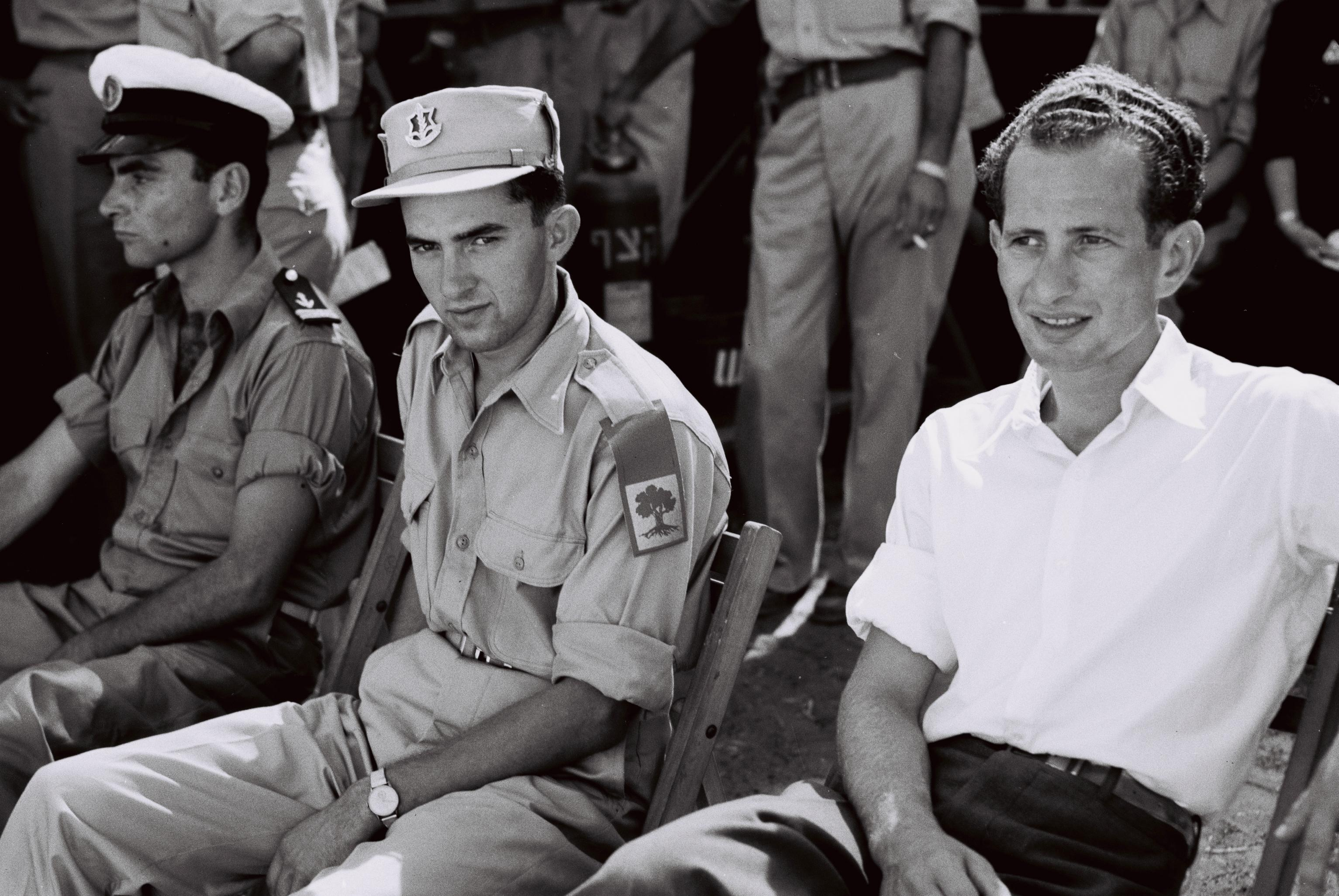
Jochaj Ben Nun, Arieh Atzmoni a Emil Brig během slavnostního předávání vyznamenání

## Historie
První izraelský premiér David Ben Gurion byl silným odpůrcem zavedení vojenských ocenění. Svůj postoj odůvodňoval tím, že v Izraeli je hrdinství masovou normou a že by vyčlenění pouze některých bylo nespravedlivé vůči ostatním, kteří také konali svou povinnost. Jako jedinou formu ocenění podporoval ocenění pro vojenskou jednotku calaš a jedinou formou tohoto ocenění bylo čestné osvědčení, které bylo udíleno ve slavnostní atmosféře před nastoupenou jednotkou. Během války však izraelští velitelé chtěli ocenit vojáky za jejich mimořádné hrdinství. Kromě armády podporovali zavedení vyznamenání i další, a tak se 28. listopadu 1948 ministr policie prozatímní izraelské vlády obrátil na ministerského předsedu s žádostí o vytvoření vyznamenání. Ovšem ten mu doporučil, aby tuto problematiku nechal až na dobu po svolání ustanovujícího shromáždění, protože dle jeho mínění neměla prozatímní vláda kompetenci k zavádění vojenských ocenění.
Izraelské vojenské vyznamenání Hrdina Izraele bylo založeno poté, co byly v květnu 1948 založeny Izraelské obranné síly. Tedy v době, kdy neexistoval systém izraelských vojenských vyznamenání, ale již existovalo mnoho vojáků, kteří se vyznamenali v bitvě a byli svými veliteli doporučeni na vyznamenání. Armádní velitelství ustanovilo komisi, která měla vytvořit systém vyznamenání a byla vypsána veřejná soutěž o vzhled medailí. Avšak po více než roce nebylo stále přijato žádné rozhodnutí a v létě 1949 bylo rozhodnuto o přijetí dočasného řešení, které vytvořilo vyznamenání, které mělo být uděleno dvanácti izraelským vojákům reprezentujícím různé složky Izraelských obranných sil a kteří se vyznamenali vysokým činem hrdinství.
Ceremoniál k udílení ocenění se konal 17. července 1949. Po vojenské přehlídce izraelský prezident Chajim Weizmann předal tato vyznamenání oceněným. Čtyři vyznamenání byla udělena posmrtně a předána byla příbuzným vyznamenaných vojáků. Ceremoniálu se také účastnil předseda vlády David Ben Gurion a vrchní velitel štábu Izraelských obranných sil Ja'akov Dori. Dalšími účastníky slavnosti byli také izraelští ministři, vyšší důstojníci, členové knesetu a zahraniční diplomaté.
Po této ceremonii pokračovala komise na své práci na systému izraelských vojenských vyznamenání, avšak nikdy nedospěla k řešení, a tak stuha Hrdina Izraele již nikdy více nebyla udělena. V roce 1970 byla nahrazena Medailí Za hrdinství a všichni, kteří dříve obdrželi vyznamenání Hrdiny Izraele automaticky obdrželi tuto nově vzniklou medaili.

## Popis vyznamenání
Vyznamenání mělo podobu červené stužky se zlatou sponou ve tvaru státního znaku Izraele. Původně bylo plánováno, že ke stužce později přibude i medaile, ale k tomu nikdy nedošlo. Stužka tohoto vyznamenání byla jedinou stužkou z izraelských vojenských vyznamenání, která mohla být nošena i na civilním oblečení.
Hrdinům Izraele byly zákonem přiřknuta určitá privilegia. Kromě toho také byli všichni vojáci bez ohledu na svou hodnost povinni těmto hrdinům salutovat.

## Hrdinové Izraele
Vojín Ja'ir Racheli byl vyznamenán za zničení nepřátelské pozice dne 19. ledna 1948 při akci nedaleko Šfar'amu. Vojín Emmanuel Landau byl oceněn za zajetí nepřátelského kamionu se zásobami během akce u Kirjat Mockinu dne 17. března 1948. Vojín Avraham Avigdorov byl oceněn za zničení dvou nepřátelských kulometných hnízd během stejné akce u Kirjat Mockinu. Podporučík Zerubavel Horowitz byl vyznamenán za krytí ústupu jeho spolubojovníků během nepřátelského útoku na silnici do Jeruzaléma. Vyznamenání vojínu Yizharu Armonimu bylo uděleno za akci 20. dubna 1948 za krytí ústupu jeho spolubojovníků a raněných vojáků. Seržant Emil Brig byl oceněn za vyhození mostu do vzduchu, čímž zabránil nepřátelskému postupu v oblasti kibucu Gešer. Zvi Zibel byl vyznamenán za dopravení zásob pod těžkou nepřátelskou palbou do obleženého Ben Šemenu. Vojín Ben-Zion Leitner získal vyznamenání za zničení nepřátelských bunkrů. Seržant Ron Feller obdržel vyznamenání za zničení nepřátelského tanku. Kapitán Jochaj Ben Nun byl vyznamenán za potopení vlajkové lodi egyptského námořnictva. Vojín Siman-Tov Ganeh byl oceněn tímto vyznamenáním za krytí ústupu jeho spolubojovníků a Arieh Atzmoni jej obdržel za záchranu děla z nepřátelských rukou.